# Піно Грі

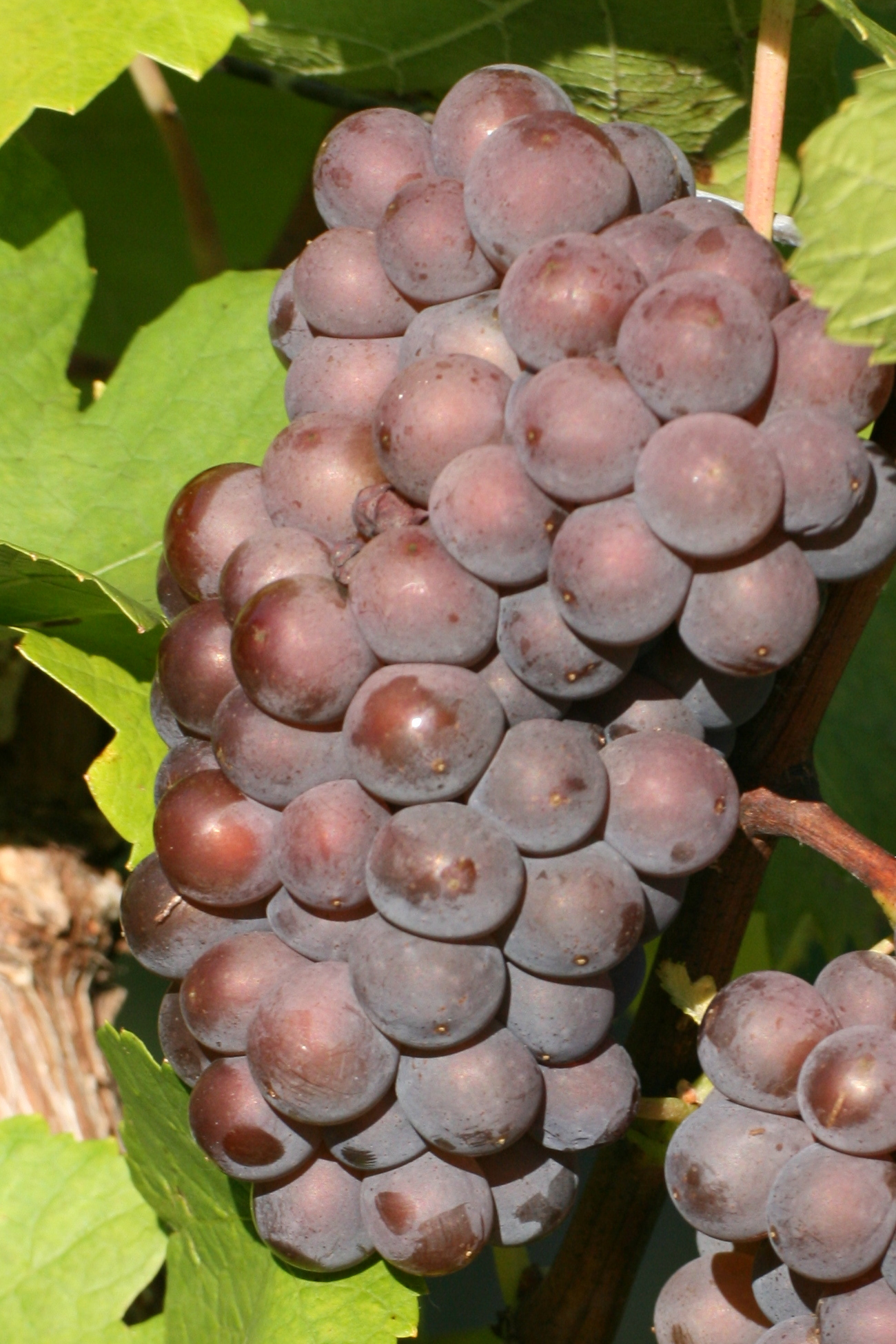

«Піно-грі» (фр. pinot gris) — технічний (винний) сорт винограду, який використовується для виробництва білих вин. Належить до еколого-географічної групи західноєвропейських сортів винограду. Нині поширений на всіх континентах. Попри те, що шкірка ягід забарвлена в червонуваті відтінки, виноград цей відносять до білих сортів.

## Розповсюдження
Сорт винограду «піно-грі» походить з французьких виноробних регіонів Шампань або Бургундія і є однією з мутацій винограду «піно-нуар» з широкого сімейства бургундських вин. На початку XVIII століття він широко розповсюдився з Німеччини. В Австрії цей сорт винограду з'являється значно раніше — сюди він був завезений ченцями-цистерціанцями в XIII-XIV століттях (звідки й місцева назва «Сірий ченець» («Grauer Mönch»). Зараз «піно-грі» займає значне місце на виноробних площах Франції (2. 582 га у 2007 році), Німеччини (4. 413 га у 2008 році, тобто 4,1 % від загальної площі виноградників), Австралії (2. 469 га у 2007 році), Нової Зеландії (1. 383 га у 2007 році), Австрії (300 га), Швейцарії (214 га), в Люксембурзі, Румунії, Молдові, Угорщині, Хорватії, Канаді, ПАР, Китаї, в Україні та ін. Всього у світі під цей сорт винограду відведено близько 15 тисяч га.

## Загальні відомості
З винограду «піно-грі» виходять малокислі, з великою кількістю різних екстрактів білі вина з досить високим вмістом алкоголю. Ці вина соковитого золотистого кольору, при високій якості продукту до якого додаються коричневі відтінки. Смак освіжаючий, з яблучною складовою. Вино пропонується подавати до рибних страв або як аперитив.
Ягоди цього сорту винограду мають форму від круглої до овальної, середньої величини й на гроні щільно прилягають одна до іншої. Колір ягід — від рожевого до червоного, дозрілі ягоди іноді мають сірий відтінок. Шкірочка тонка, але досить міцна. Листя п'ятипалі, середньої величини, округлі, темно-зеленого кольору. Краї — зубчасті, поверхня — бугристо-грубувата. Молоді листки вкриті волосками, які згодом зникають.
Виноград «піно-грі» дозріває рано і досить уразливий при ранніх заморозках. Водночас його деревоподібна лоза добре переносить помірні морози Центральної Європи.

## Синоніми

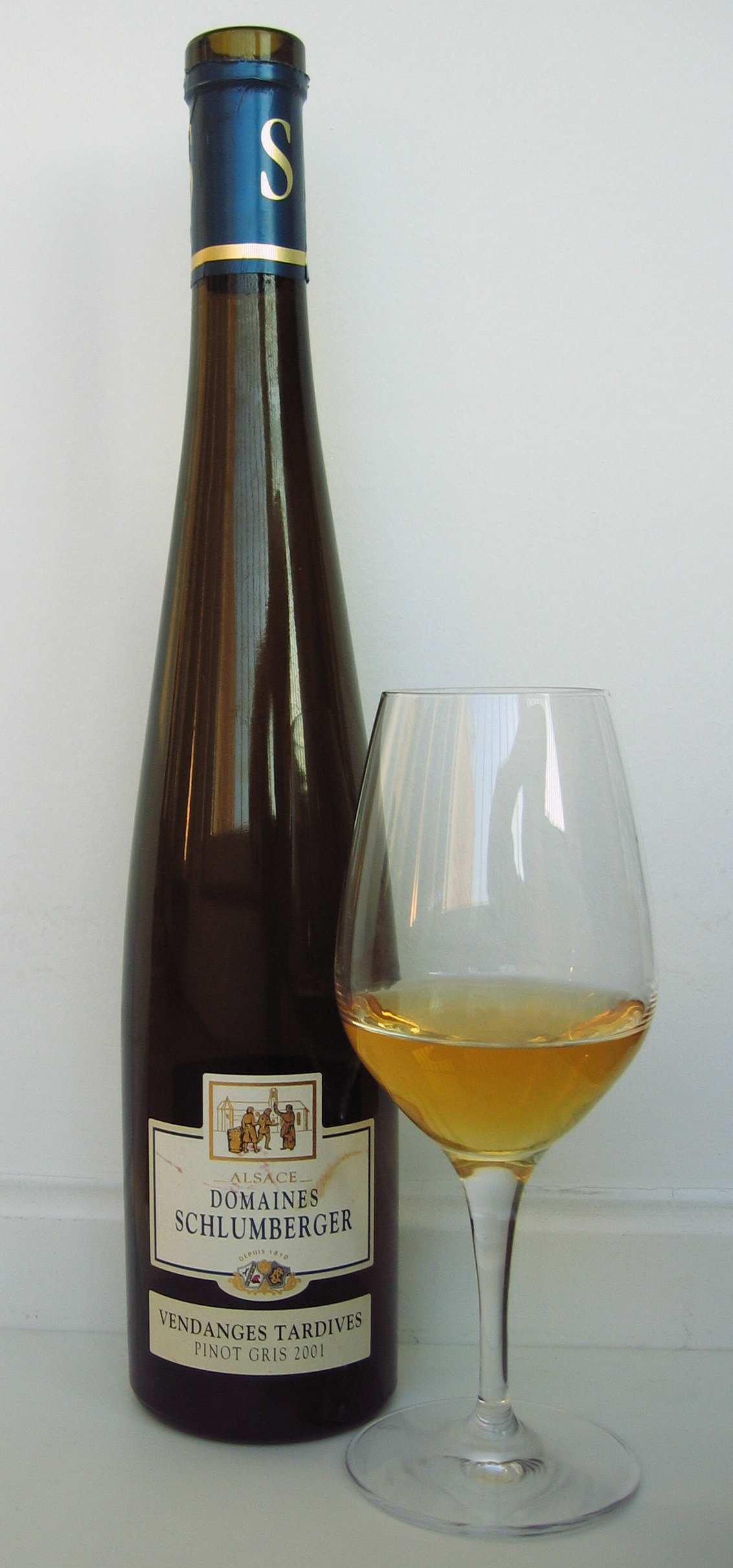
Вино піно-грі з Ельзасу

Сорти винограду «піно-грі» відомі також під назвами:
- Affume
- Anche cendree
- Arnaison gris
- Arnoison gris
- Aserat
- Auvergnas gris
- Auvergne gris
- Auvernas gris
- Auvernat gris
- Auvernet
- Auxerrat
- Auxerrois gris
- Auxois
- Baratszinszolo
- Bayonner
- Beurot
- Biliboner
- Blauer Riesling
- Blauer Traminer
- Borgogna grigio
- Burgundac sivi
- Burgundske sede
- Burgundske sive
- Burot
- Casper
- Champagner
- Claevner roth
- Cordelier gris
- Cordonnier gris
- Crvena klevanjka
- Druher
- Drusen
- Drusent
- Druser
- Edelclaevner
- Edelklevner
- Enfume
- Faultraube
- Fauvet
- Friset
- Fromenteau gris
- Fromentot
- Grau Clevnet
- Grauclevner
- Graue Burgunder
- Grauer Claevner
- Grauer Klevner
- Grauer Monch
- Grauer Riesling
- Grauer Rulander
- Grauer Tokayer
- Grauklaeber
- Grauklaevner
- Grauklevner
- Graburgunder (данське)
- Gris commun
- Gris cordelier
- Gris de Dornot
- Griset
- Hamsas szollo
- Hamuszolo
- Hamvas szolo
- Kapuzinerkutten
- Klebroth
- Kleiner Traminer
- Kleingrau
- Klevanjka
- Klevanjka crvena
- Klevner rot
- Levraut
- Malvasier grau
- Malvoisie oder Malvoisien
- Mauserl
- Mausfarbe
- Monch grau
- Molvoisie valais
- Moreote gris
- Moreote gris rouge
- Murys
- Muscade
- Musler
- Noirien gris
- Ouche cendree
- Petit gris
- Pineau cendree
- Pineau gris
- Pinot Beurot
- Pinot burot
- Pinot cendre
- Pinot franc
- Pinot gris
- Pinot grigio
- Pinot seryi
- Piros kisburgundi
- Pirosburgundi
- Pyzhik
- Rauchler
- Raulander
- Raulander
- Rehfahl
- Reilander
- Rheingau
- Rheingrau
- Rheintraube
- Riesling grau
- Rohlander
- Rolander
- Rollander
- Rolonder Drusen
- Roter Burgunder
- Roter Clewner
- Roter Klevner
- Rothe Savoyertraube
- Rother Claevner
- Rother Clevner
- Rother Clewner
- Rother Drusen
- Rother Klaevener
- Rother Klaevner
- Rother Klevner
- Rother Rulander
- Rothfrankisch
- Rouci sedive
- Rulander
- Rulender
- Rulander sivi
- Rulanda
- Rulandac sivi
- Ruhlandi
- Rulander
- Rulandske sede
- Ryjik
- Ryzik
- Schieler
- Speierer
- Speirer
- Speyeren
- Speyerer
- Speyrer
- Spinovy hrozen
- Stahler
- Strahler
- Szurke kisburgundi
- Szurke Klevner
- Szurkebarat
- Tockay gris
- Tockayer
- Tokay
- Tokay d'Alsace (раніше)
- Tromenteau gris
- Valais
- Viliboner
- Villibroner
- Vinum Bonum
- Wilibroner і Zelenak

## Доповнення
- https://web.archive.org/web/20120121013819/http://www.vivc.de/datasheet/dataResult.php?data=9275 Піно-грі, інформація від інституту виноградарства Гейльвейлерхоф, Німеччина (Institut für Rebenzüchtung Geilweilerhof).